# Boreoheptagyia accomodata
Boreoheptagyia accomodata är en tvåvingeart som först beskrevs av Pankratova 1950.  Boreoheptagyia accomodata ingår i släktet Boreoheptagyia och familjen fjädermyggor. Inga underarter finns listade i Catalogue of Life.